# Gorybia castanea
Gorybia castanea là một loài bọ cánh cứng trong họ Cerambycidae.